# Band of the Hand
«Band of the Hand» es una canción del músico estadounidense Bob Dylan y publicada como tema principal de la película homónima, dirigida por Paul Michael Glaser y producida por Michael Mann. Dylan grabó la canción durante su gira por Australia, en un estudio de grabación de Sídney, los días 9 de 10 de febrero de 1986,, con el respaldo del grupo Tom Petty and the Heartbreakers y la presencia como corista de Stevie Nicks. La canción fue producida por Petty.

## Historia
La letra de la canción enfatiza el tema central de la película: la crueldad de la justicia por mano propia que se utiliza para hacer frente a la inmoralidad del mundo criminal de las drogas. Aunque la letra publicada en la web oficial de Dylan indica que el estribillo de la canción consiste en el título, «Band of the Hand», repetido cuatro veces seguidas, el estribillo que se canta en la canción es en realidad «It's hell time, man», que da subtítulo a la canción.
La canción fue publicada en la banda sonora del largometraje, Band of the Hand, y también como sencillo en formato 7" y 12" por MCA Records. Ambos sencillos fueron respaldados en la cara B por «Joe's Death», un tema instrumental. La versión de la canción incluida en la película es más larga y tiene una mezcla diferente de la que se escucha en las ediciones en vinilo.
El sencillo alcanzó el puesto veintiocho en la lista Mainstream Rock Tracks. Años después, Dylan y Petty volvieron a coincidir dentro del grupo Traveling Wilburys, formado por George Harrison, Roy Orbison y Jeff Lynne.

## Personal
- Bob Dylan: voz y guitarra
- Tom Petty: voz y guitarra
- Mike Campbell: guitarra
- Benmont Tench: teclados
- Howie Epstein: bajo
- Stan Lynch: batería
- Debra Byrd, Queen Esther Marrow, Madelyn Quebec, Elisecia Wright, Stevie Nicks: coros

## Posición en listas
| País           | Lista                  | Posición |
| -------------- | ---------------------- | -------- |
| Estados Unidos | Mainstream Rock Tracks | 28       |